# Bucconidae
Bucconidae là một họ chim trong bộ Piciformes, nhưng đôi khi tách ra cùng họ Galbulidae trong một bộ riêng là Galbuliformes.

## Phân loại học
Họ này chứa khoảng 35-37 loài như sau:
- Nonnula Sclater, P.L. 1854: 6 loài
  - Nonnula rubecula
  - Nonnula ruficapilla
  - Nonnula amaurocephala
  - Nonnula frontalis
  - Nonnula sclateri
  - Nonnula brunnea
- Malacoptila Gray, G.R. 1841: 7 loài
  - Malacoptila fulvogularis
  - Malacoptila panamensis
  - Malacoptila mystacalis
  - Malacoptila striata
  - Malacoptila rufa
  - Malacoptila fusca
  - Malacoptila semicincta
- Bucco Brisson, 1760: 1 loài
  - Bucco capensis
- Nystalus Cabanis & Heine, 1863: 4-5 loài
  - Nystalus maculatus
  - Nystalus striatipectus ?
  - Nystalus radiatus
  - Nystalus striolatus
  - Nystalus chacuru
- Chelidoptera Gould, 1837: 1 loài
  - Chelidoptera tenebrosa
- Monasa Vieillot, 1816: 4 loài
  - Monasa flavirostris
  - Monasa morphoeus
  - Monasa atra
  - Monasa nigrifrons
- Hapaloptila Sclater, P.L. 1881: 1 loài
  - Hapaloptila castanea
- Micromonacha Sclater, P.L. 1881: 1 loài
  - Micromonacha lanceolata
- Cyphos Spix, 1824: 1 loài
  - Cyphos macrodactylus (đồng nghĩa: Bucco macrodactylus)
- Hypnelus Cabanis & Heine, 1863: 1-2 loài
  - Hypnelus ruficollis
  - Hypnelus bicinctus (?)
- Nystactes Gloger, 1827: 2 loài
  - Nystactes noanamae (đồng nghĩa: Bucco noanamae)
  - Nystactes tamatia (đồng nghĩa: Bucco tamatia)
- Notharchus Cabanis & Heine, 1863: 6 loài
  - Notharchus ordii
  - Notharchus tectus
  - Notharchus pectoralis
  - Notharchus macrorhynchos
  - Notharchus hyperrhynchus
  - Notharchus swainsoni

## Hình ảnh

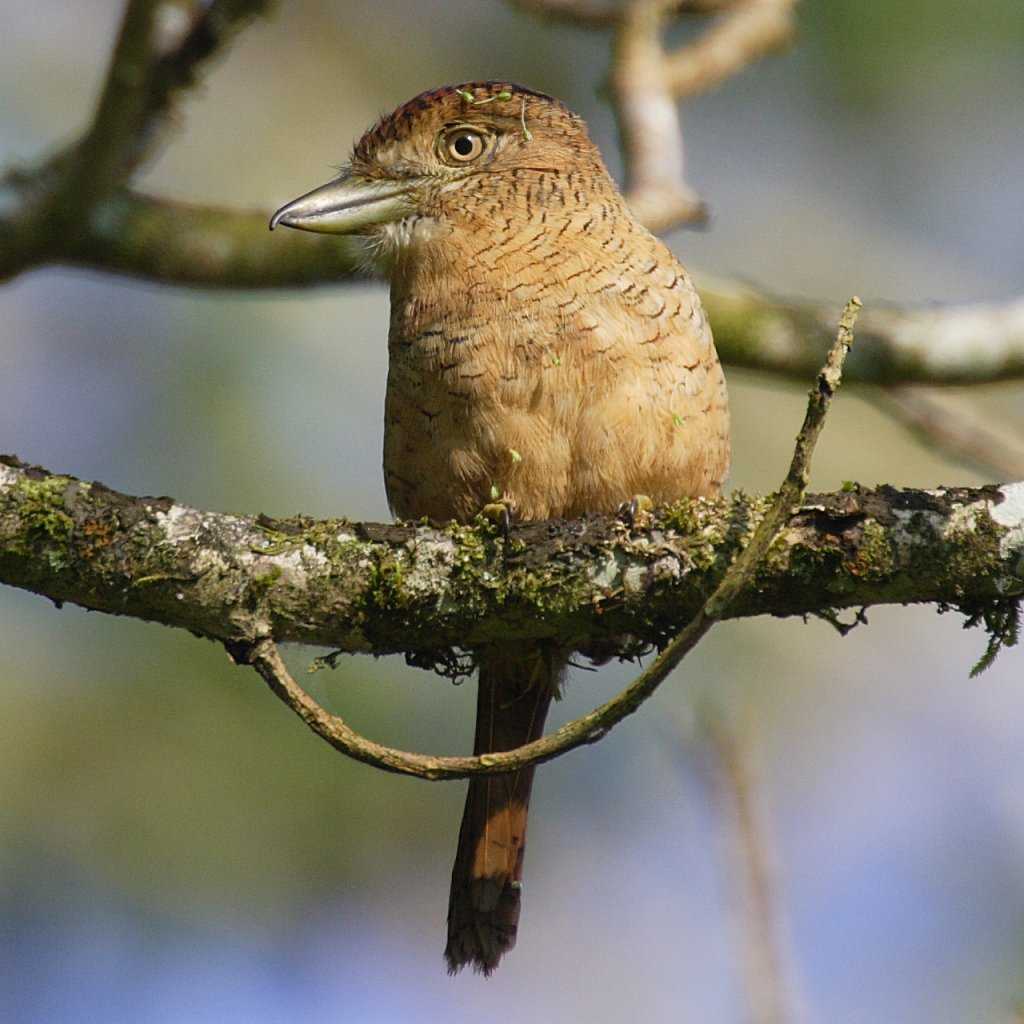
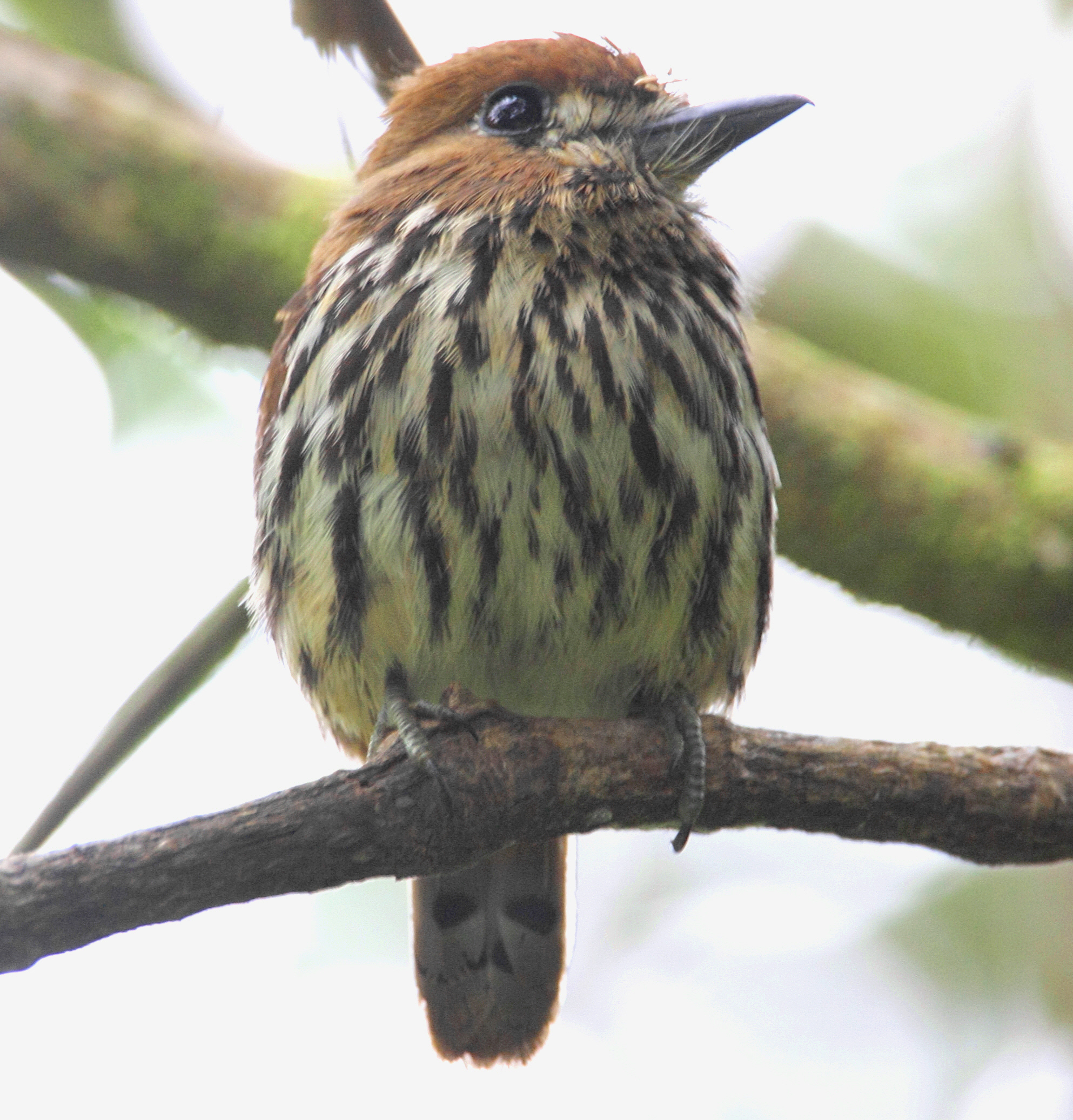
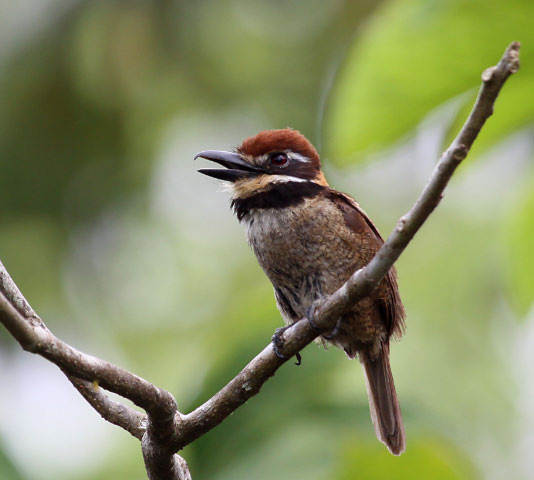
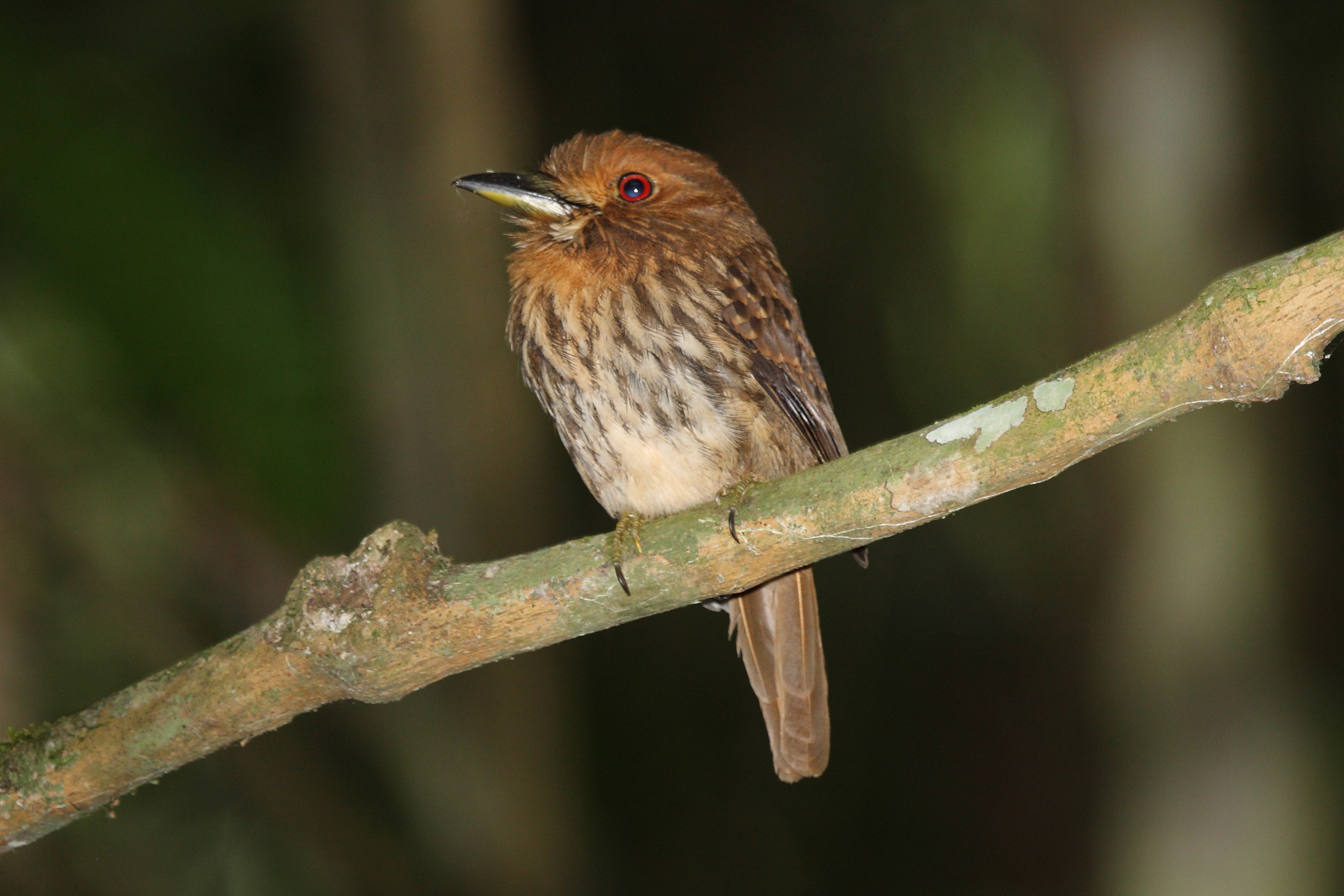
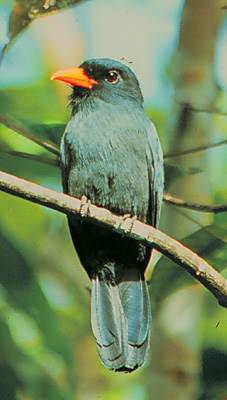